# Renault Twingo II
La Renault Twingo II est une petite citadine du constructeur automobile français Renault produite entre 2007 et 2014.

## Présentation
Annoncé par le show car Twingo Concept au Mondial de l'automobile de Paris 2006, la Twingo de seconde génération de série est présentée au salon de l'automobile de Genève de mars 2007. Son nom de code en interne est X44. Elle succède à la Twingo I, commercialisée depuis 14 ans. Cette deuxième génération est fabriquée en Slovénie (usine de Novo Mesto) et est disponible en concession depuis juin 2007 en France et en Slovénie. Dans le reste de l'Europe, la commercialisation intervient en septembre 2007.
Esthétiquement, la Twingo a beaucoup changé, elle garde sa physionomie générale mais perd sa bonhommie et son originalité. Renault a souhaité s'éloigner de la génération, jugée trop féminine pour séduire une clientèle mixte. La marque veut également un capot plus long afin d'offrir une impression de sécurité accrue. La banalisation de son style autrefois unique lui est reproché, tout comme son profil très proche de la Citroën C2.
Mécaniquement c'est une révolution : elle propose des motorisations essence comme la version précédente, mais aussi des moteurs diesel, une première pour la Twingo. Ceux-ci faisaient défaut à l'ancienne génération, surtout sur le marché français très friand de ce type de motorisation. La voiture a grandi, elle mesure 3,60 m de long, 1,65 m de large et 1,47 m de haut. Le coffre peut contenir entre 165 L et 959 L selon la position des sièges arrière coulissants (coulissés à fond vers l'arrière, ou coulissés à fond vers l'avant et rabattus contre les sièges avant).
La Twingo II repose sur la plate-forme de la Clio II, dont le train avant est dérivé des Renault 9 et Renault 11. Son poids augmente de 13 % (820 à 925 kg) par rapport à la Twingo I, car sa longueur est supérieure de 16,7 cm (l'empattement est augmenté de 2 cm qui profite surtout à une protection accrue pour les piétons et à des moteurs plus puissants ou diesel), la largeur de 2 cm et la hauteur de 4,7 cm. Le volume de coffre maximal est de 959 litres (avec la banquette ou les sièges arrière rabattus).
Elle reprend le principe de la banquette arrière coulissante de la précédente génération, mais les versions plus équipées (à partir de la finition Yahoo) adoptent deux sièges indépendants au lieu de la banquette.
La Twingo II a reçu la note de 4 étoiles de protection des passagers et du conducteur au crash-test EuroNCAP (le maximum étant de 5 étoiles) ainsi qu'une note de 2 étoiles de protection des piétons (le maximum étant de 4 étoiles). Le modèle testé n'avait pas d'airbags rideaux, disponibles en option (250 €).

Le 500 000e exemplaire de Twingo II sort de l'usine le 6 septembre 2010. Il s'agit d'une version Société de couleur blanche.

Phase I (2007-2011)
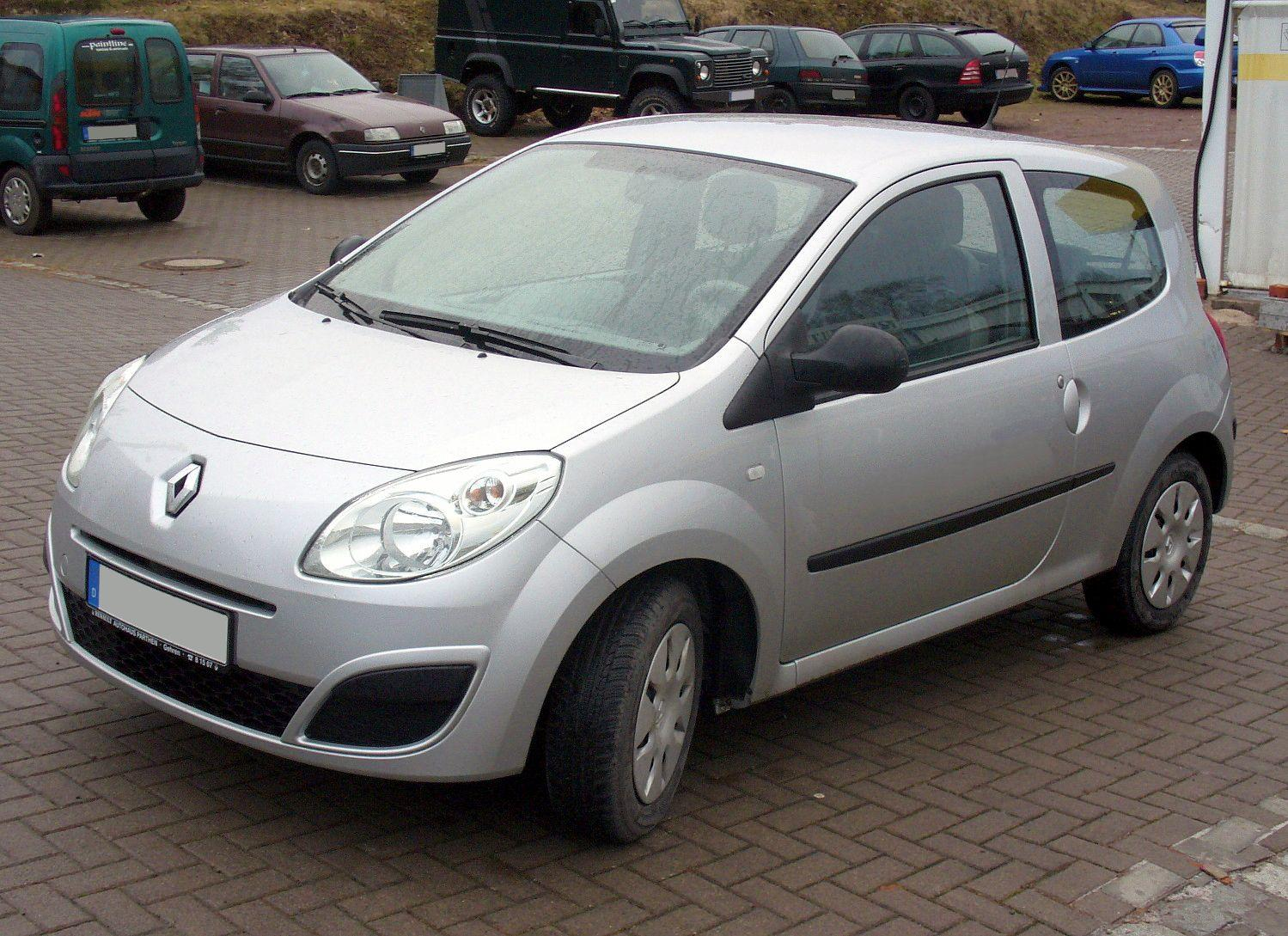
Vue avant
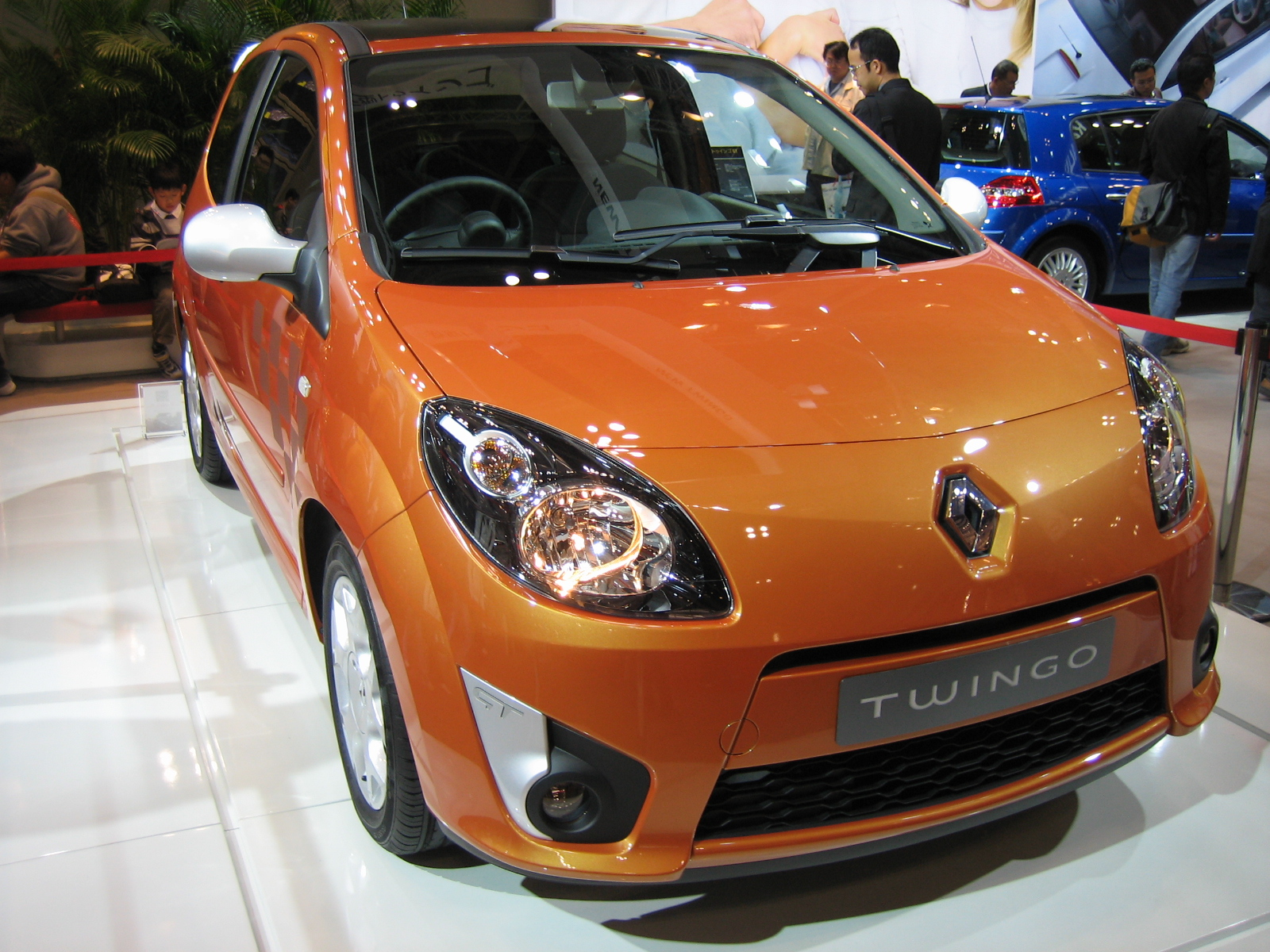
Version GT
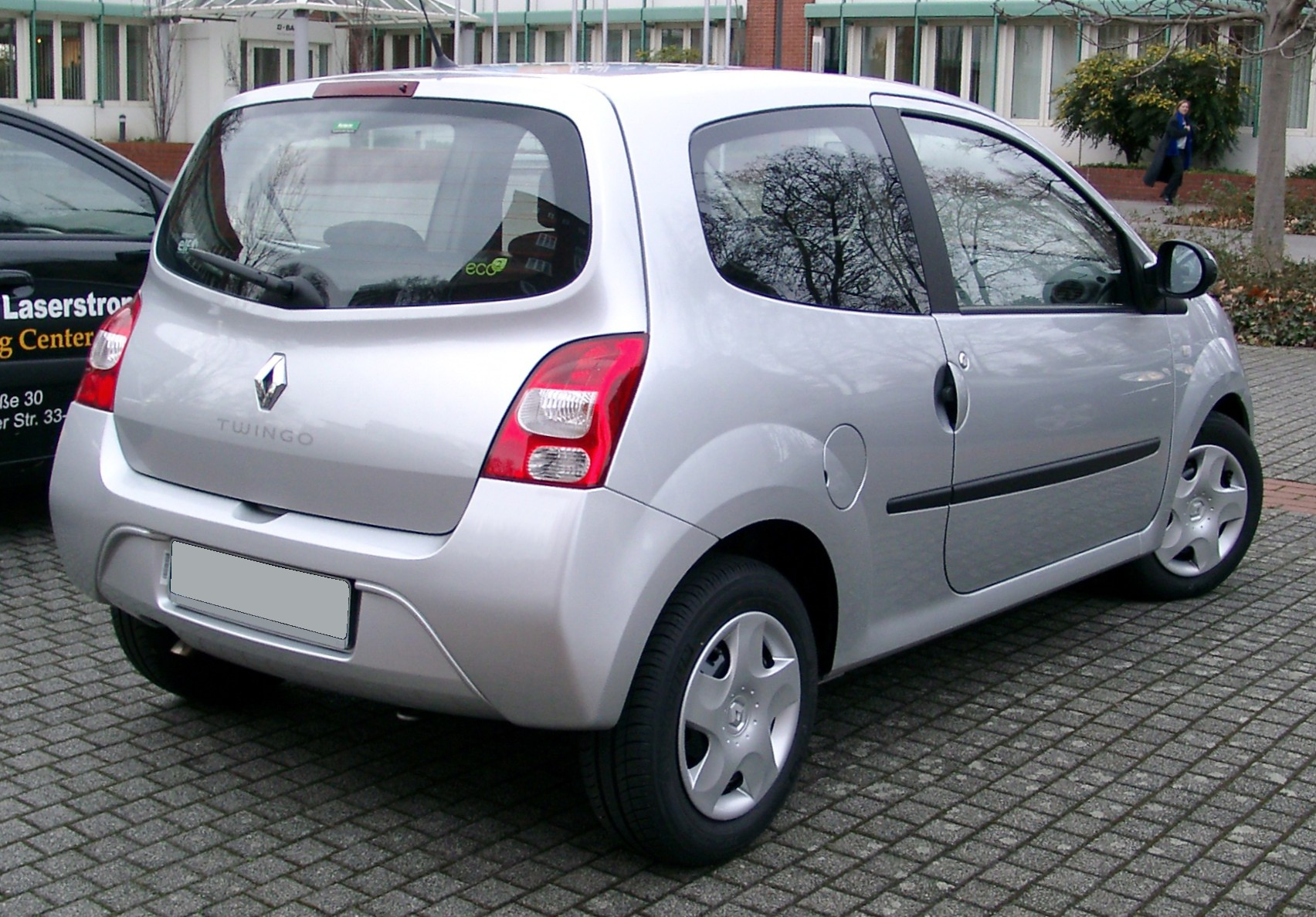
Vue arrière

## Restylage
La Twingo II « phase 2 » a été partiellement dévoilée en avance en raison de différentes fuites dans la presse, notamment néerlandaise, fin janvier 2011. Elle est présentée officiellement le 13 mars 2011 au Salon de l'automobile de Francfort pour être commercialisée courant 2011.
Elle inaugure la nouvelle identité visuelle de Renault, particulièrement au niveau de la face avant (fente de calandre englobant un logo plus imposant, clignotants ronds séparés des phares…) et ses feux arrière désormais en deux parties (dont une sur le hayon). L'intérieur ne subit pas de grands changements. On note une meilleure qualité perçue[réf. nécessaire].
Toutes les versions (y compris l'entrée de gamme Access) sont équipées d'un ordinateur de bord sauf celles équipées de la boite robotisée Quickshift 5. Pour des raisons de coût, la Twingo 2 « phase 2 » sur le marché français est dépourvue de phares automatiques et d'essuie-glaces à capteur de pluie, ainsi que de compte-tours (sauf sur les sportives Gordini, RS et Gordini RS). L'ESP est disponible en option (mais de série sur RS).

En septembre 2014, la Twingo II est remplacée par la Twingo III à l'architecture tout à l'arrière radicalement différente qui, cette fois, n'est disponible qu'en 5 portes.

Phase II (2011-2014)
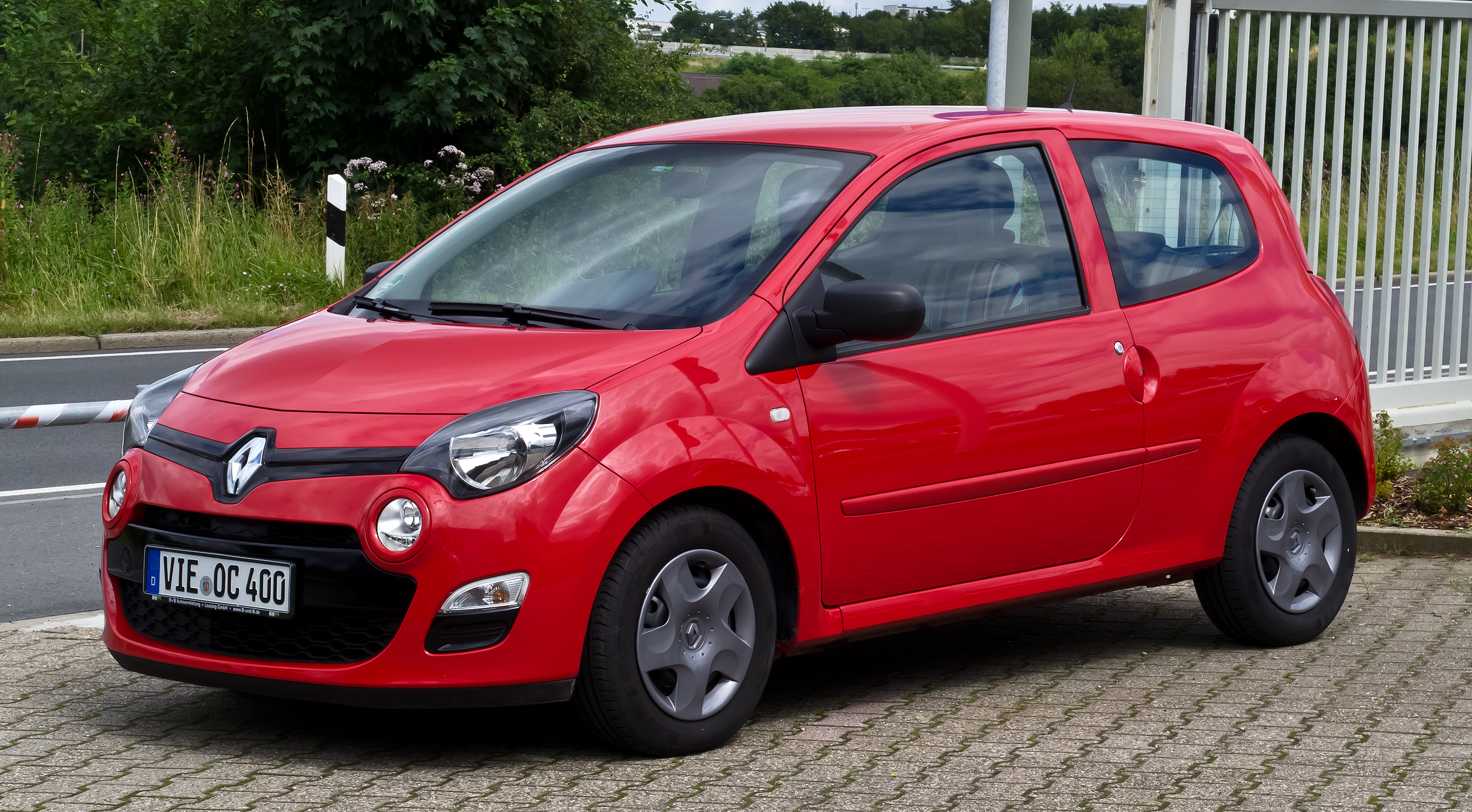
Vue avant
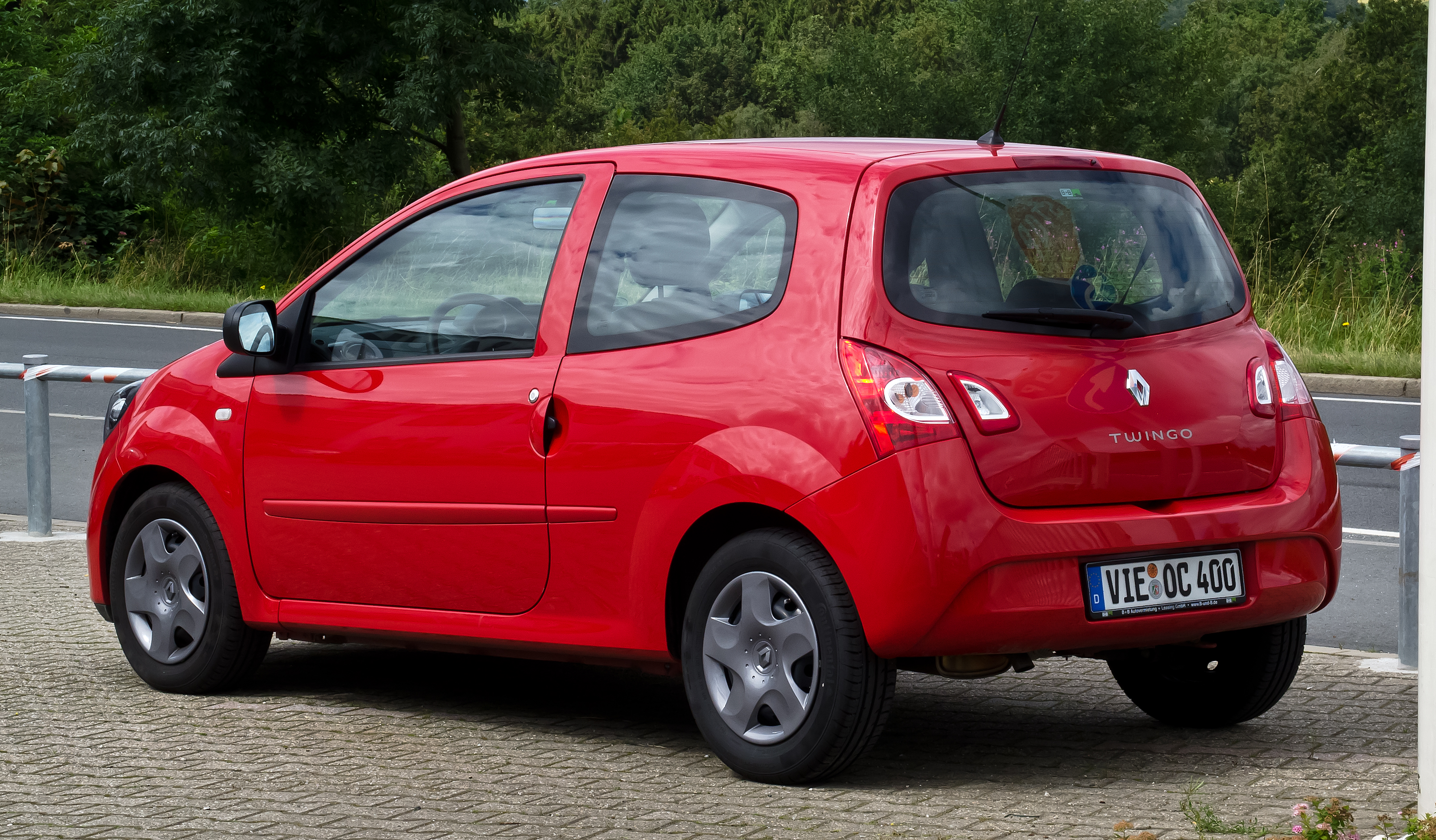
Vue arrière

## Motorisations et technique
Les « moteurs D » (D4F et D7F) sont repris de la Twingo I.
Elle est équipée suivant la motorisation de boites JB, JH ou JR, faisant toutes partie de la même famille. La JB a fait son apparition sur Renault 9 et Renault 11. Les JH et JR sont ses descendantes, commandées par 2 câbles.
Le Cx est de 0,34 environ. Le SCx varie de 0,615 (1,2 L 16v LEV) à 0,745 (1,6 L 133 RS) environ, pour la phase 2.
En essence avec le moteur 1,2 L de 75 ch, les finitions haut de gamme Night&Day et Initiale peuvent être équipées d'une boîte de vitesses robotisée Quickshift 5 (BVR).
Il existe trois versions à caractère sportif :
- La GT, remplacée ensuite par la Gordini, est équipée d'un moteur essence turbocompressé  1,2 L TCe de 100 ch ou d'un diesel 1,5 L dCi de 85 ou 90 ch.
- La RS (Renault Sport) et la Gordini RS disposent quant à elles d'un moteur essence 1,6 L développant 133 ch. La base est donc le 1,6 L 16v (K4M) éprouvé depuis des années sur toute la gamme Renault. Il est ici appelé K4M 854. Bien sûr, il a eu droit à quelques optimisations : collecteur d'admission 'grosses sections' en aluminium, accouplé à un boitier papillon de F4R RS (moteur 2.0 de Clio RS), collecteur d'échappement 4 en 1 à parois minces (catalyseur intégré), vilebrequin de K9K (1.5 dCi), de nouveaux pistons pour augmenter le taux de compression à 11:1, dont les jupes sont graphitées pour réduire les frottements et l'usure et les axes flottants pour garantir la fiabilité (pieds de bielles bagués), d'arbres à cames spécifiques (levée des soupapes supérieure, 11mm au lieu de 9), injecteurs "gros débit" (300 cm3/min ~ à 3,5 bars), et des bougies hybrides[5] de F4R RS (NGK PFR7Z-TG). Le déphaseur d'arbre à cames (admission seulement) est lui identique à celui des autres K4M équipés de la technologie VVT. Il est actif, si besoin, entre 1500 et 4 500 tr/min, en dehors de cette plage, il est verrouillé. Il est alimenté en huile par une mini-pompe placée dans le couvre-culasse, et actionnée par une came carrée de l'arbre à cames d'échappement. L'admission est assez travaillée, de la boite à air au répartiteur pour offrir une sonorité, pas exceptionnelle, mais sportive en charge, surtout quand le clapet "anti-bruit" pour l'homologation placé sur la boite à air est retiré.

Le châssis est complètement différent. En effet, le train arrière est hérité de la Clio II RS, avec des moyeux arrière de Mégane II. Le train avant est spécifique à la Twingo RS et à la Wind, avec un berceau renforcé. La différence la plus flagrante : les triangles de suspension en aluminium. Les porte-fusées sont spécifiques, les moyeux proviennent de Mégane II. La barre stabilisatrice avant a un diamètre de 21 mm, moins que les Twingo II moins puissantes, et pour cause, les ressorts de suspension sont plus raides. Elle est reliée aux amortisseurs avant par biellettes pour augmenter son efficacité. Le châssis Sport est abaissé de 10 mm, le Cup, de 14 mm. Les couples amortisseurs/ressorts sont différents pour chaque châssis. Les amortisseurs à gaz sont fabriqués par KYB. Le Cup est surtout à réserver au circuit, car il peut s'avérer contre-productif sur route dégradée ou bosselée, surtout car chaussé en 195/40R17. Les pneus de première monte sont des Continental ContiSportContact 3. Le châssis Sport a droit à du 195/45R16. Les jantes : 7J 16 pouces ou 7J 17 pouces avec un déport ET54 à 55. Le kit carrosserie est obligatoire, à cause des voies élargies (AV : 1 460 mm, AR : 1 445 mm).
La partie freinage provient des Mégane II et Laguna III pour obtenir puissance et endurance à moindre coût : étriers avant de Laguna III (monopiston de 57 mm), disques avant de Mégane II (280 mm ventilés), étriers et disques arrière de Mégane II (240 mm pleins, mono-piston de 34mm). Pas d'aide au freinage d'urgence (AFU) pour un dosage plus facile notamment sur circuit.
Le boitier et les biellettes de direction sont eux aussi spécifiques : 1,345 tour de volant (1/2 course).
La boite de vitesses est la JR5-176, à timonerie par câbles. Idéalement étagée pour une conduite sportive, celle-ci n'a pas été pensée pour l'économie : 4 400 tr/min sur autoroute à 130 km/h. Le débattement du levier de vitesse est faible, la sélection est plutôt précise.
L'ESP est déconnectable à 100% par un bouton-poussoir caché sous le volant, pour pouvoir profiter à 100% du châssis.
L'intérieur est repris en majeure partie de la Twingo standard avec pour seules différences : compte-tours gradué jusqu'à 8 000 tr/min. (régime maxi du K4M 854 : 7 000 tr/min), sièges semblables à ceux d'une Clio II Dynamique, offrant un bon maintien et un confort correct compensant la dureté des suspensions. Ceintures orange (sauf Gordini), volant cuir perforé, pommeau de levier de vitesse et poignée de frein à main en zamak chromé satiné, en option. Banquette arrière pour le châssis Cup, sièges arrière individuels pour le châssis Sport.
| Logo de Renault            | Twingo      | Twingo                | Twingo                | Twingo                      | Twingo                      | Twingo      | Twingo      | Twingo                    | Twingo                 |
| Logo de Renault            | 1.2 8v      | 1.2 16v / 1.2 16v LEV | 1.2 16v / 1.2 16v LEV | 1.2 TCe                     | 1.6 16V RS                  | 1.5 dCi     | 1.5 dCi     | 1.5 dCi                   | 1.5 dCi                |
| -------------------------- | ----------- | --------------------- | --------------------- | --------------------------- | --------------------------- | ----------- | ----------- | ------------------------- | ---------------------- |
| Code moteur                | D7F         | D4F                   | D4F                   | D4Ft                        | K4M                         | K9K         | K9K         | K9K                       | K9K                    |
| Cylindrée (cm3)            | 1149        | 1149                  | 1149                  | 1149                        | 1598                        | 1461        | 1461        | 1461                      | 1461                   |
| Alésage (mm) / Course (mm) | 69 / 76,8   | 69 / 76,8             | 69 / 76,8             | 69 / 76,8                   | 79,5 / 80,5                 | 76 / 80,5   | 76 / 80,5   | 76 / 80,5                 | 76 / 80,5              |
| Architecture               | 4-cylindres | 4-cylindres           | 4-cylindres           | 4-cylindres                 | 4-cylindres                 | 4-cylindres | 4-cylindres | 4-cylindres               | 4-cylindres            |
| Puissance maximale ch (kW) | 60          | 75                    | 75                    | 100                         | 133                         | 65          | 75          | 85                        | 90                     |
| au régime de : (tr/min)    | 5250        | 5500                  | 5500                  | 5500                        | 6750                        | 3750        | 4000        | 4000                      | 4000                   |
| Couple maximal (N m)       | 93          | 107                   | 107                   | 145 (Euro 4) 155 (Euro 5)   | 160                         | 160         | 180         | 200 N m à 1 750 tr/min    | 200 N m à 1 750 tr/min |
| au régime de : (tr/min)    | 2500        | 4250                  | 4250                  | 3000 (Euro 4) 3500 (Euro 5) | 4400                        | 1900        | 1750        | 1750                      | 1750                   |
| Boîte de vitesses          | BVM5        | BVM5                  | BVR5                  | BVM5                        | BVM5                        | BVM5        | BVM5        | BVM5                      | BVM5                   |
| Vitesse maximale (km/h)    | 154         | 170                   | 172                   | 189                         | 201                         | 164         | 170         | 185                       | 185                    |
| 0-100 km/h (s)             | 15          | 12 / 12,3 (LEV)       | 13,6                  | 9,8                         | 8,7                         | 14,9        | 13,5        | 11,2                      | 11                     |
| Consommation (L/100 km)    | 5,6         | 5,7 / 4,5 (LEV)       | 5,6                   | 5,9 (Euro 4) / 5,7 (Euro 5) | 6,8 (Euro 4) / 6,7 (Euro 5) | 4,3         | 3,4         | 3,4 / 3,8 (GT et Gordini) | 3,8                    |
| Émissions de CO2 (g/km)    | 132         | 135 / 104 (LEV)       | 132                   | 140 (Euro 4) / 130 (Euro 5) | 159 (Euro 4) / 155 (Euro 5) | 113         | 90          | 90 / 99 (GT et Gordini)   | 94                     |

## Finitions

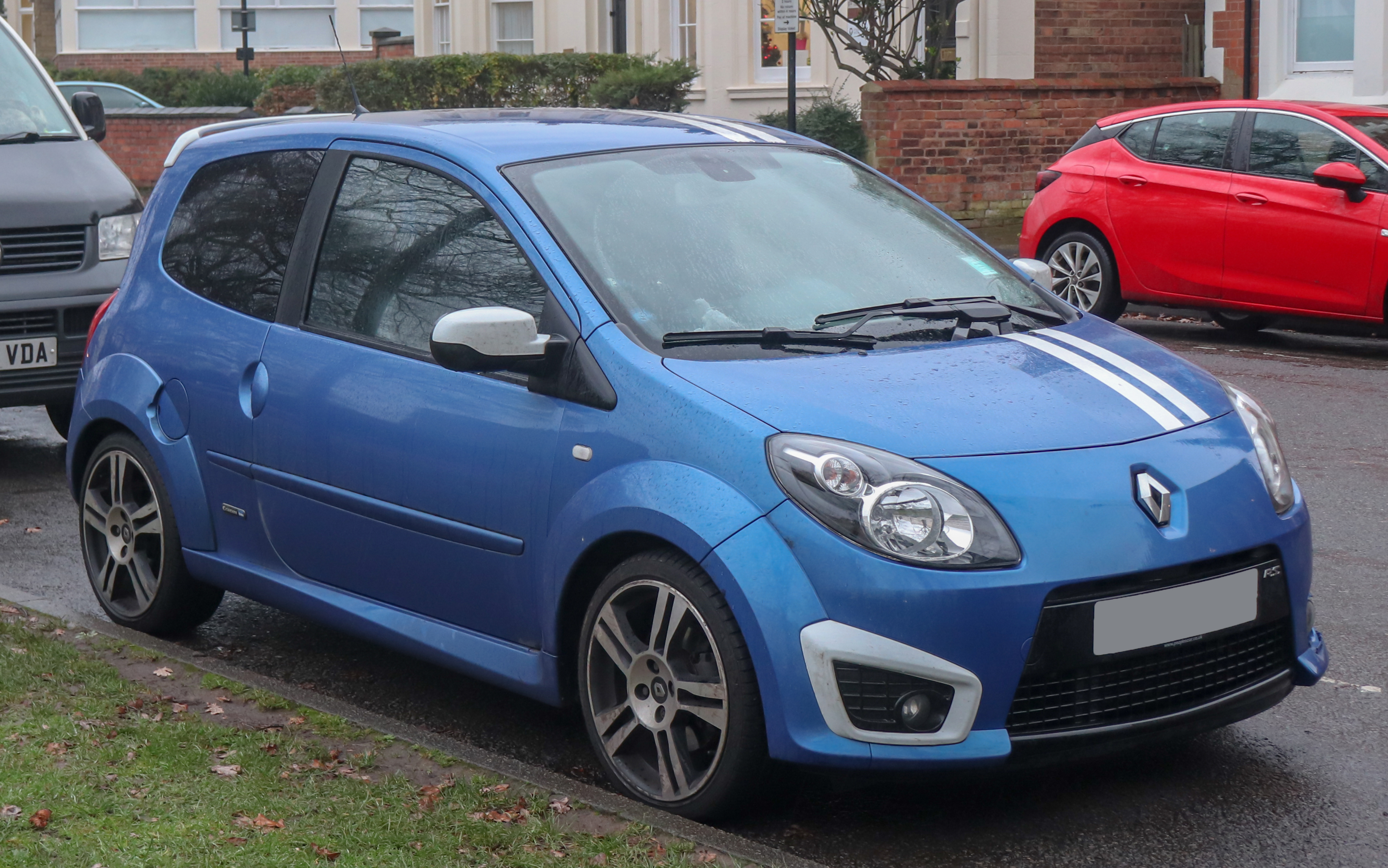
Renault Twingo II RS Gordini phase 1

Avant restylage
- Authentique
- Expression
- Dynamique
- GT
- Initiale
- RS (Renault Sport)
- RS Gordini

Après restylage (2011-2013)
- Authentique
- Expression puis Rip Curl
- Dynamique
- Gordini
- Initiale
- RS
- RS Gordini

Avant Twingo III (2013-2014)
- Life
- Zen
- Intens
- Initiale
- Gordini
- RS
- RS Gordini

## Séries spéciales
Avant restylage
2007 :
- Nokia[6]
- Orange (Pologne)[7]

2008 :
- Hélios[8]
- Night & Day[9]
- Le Iene (Italie)[7]
- ECO 2 (Allemagne)[7]
- GT (Japon)[7]
- QS (Japon)[7]

2009 : 
- Rip Curl[10]
- XV de France[11]
- Art Collection[12]
- Dolce Vita[13]

2010 :
- R.S. Gordini[7]
- Walkman[14]
- Rive Gauche[15]
- Night & Day (Allemagne)[7]
- Miss Sixty[16]
- Coupe des Alpes (Japon)[7]
- Kit-Sport (Japon)[7]

2011 :
- Yahoo! (Italie)[17]

Après restylage (2011-2014)
2012 :
- Mauboussin[18]
- Summertime, disposant d'un toit en toile à ouverture électrique[19]
- Etoile (Italie)[7]
- R.S. Red Bull Racing (Suisse)[20]
- iTwingo (Allemagne)[7]
- Success (Autriche)[7]

2013 : 
- Purple (appelée Colour dans certains pays)[21]
- R.S. Cup (Japon)[7]

2014 :
- Night & Day 2014 (Espagne, Italie)[22]

## Twingo RS
La Twingo 2 RS a été lancée officiellement en septembre 2008 et a été commercialisée jusqu'à l'arrêt de sa production en août 2013.

### Twingo RS R2
Homologuée en 2010, Twingo RS R2 est la première Twingo de compétition. Conçue par Renault Sport pour le rallye, elle appartient à la classe R2 de la Fédération internationale de l'automobile.

#### Technique
Le train avant reprend la technologie McPherson, avec des bras inférieurs en aluminium et une barre antiroulis de série. Des rotules peuvent remplacer les silentblocs pour garantir une meilleure précision de pilotage. Reprenant également des technologies utilisées sur le modèle de série, le train arrière est basé sur un essieu souple à épure programmée et renforcé.
Les amortisseurs, développés en collaboration avec Öhlins, sont réglables sur deux voies en compression et en détente pour offrir plusieurs choix de réglages.
Le système de freinage hérite des étriers et des disques (ventilés de 280 mm de diamètre à l’avant et pleins de 240 mm à l’arrière) de série auxquels on ajoute un jeu de plaquettes compétition. La direction assistée électrique devient hydraulique pour gagner en endurance.
Les jantes alliage monobloc sont disponibles en dimensions 6,5x16’’ (asphalte) et 6x15’’ (terre) et chaussées des pneumatiques de 195/50R16 (asphalte) et 175/70R15 (terre).
Le « moteur K » (type K4M) RS 1 598 cm3 16v atmosphérique développé par Renault Sport gagne en puissance. Les principales modifications sur le moteur K4M RS 1 598 cm3 16v atmosphérique par rapport à une Twingo RS de série concernent les pistons, arbres à cames, volant moteur, la ligne d’échappement et une boîte à air spécifique. Cette préparation permet au moteur d’atteindre la puissance de 160 ch (118 kW) à 7 250 tr/min. Le couple maxi (160 N m) est atteint dès 5 500 tr/min.
Le boîtier électronique développé pour la compétition gère la gestion complète du moteur (alimentation et allumage) et de la boîte de vitesses. Il est accompagné d’un faisceau électrique spécifique et peut être couplé à un système d’acquisition de données.
La boîte de vitesses séquentielle à cinq rapports développée avec Sadev est équipée d’un différentiel autobloquant à disques type ZF à glissement limité.
La commande s’effectue par un joystick placé à droite du volant. Elle est couplée à un contacteur de coupure moteur qui permet de garder le pied sur l’accélérateur lors des passages de rapports. L’embrayage est de type monodisque à commande hydraulique. Trois couples finaux peuvent faire varier la démultiplication finale selon les caractéristiques de chaque épreuve.
Le tableau de bord et la console centrale conservent leur apparence d’origine mais ils sont dépouillés pour mettre en avant une instrumentation à LED qui affiche les informations nécessaires dans les spéciales pour le pilote ou à l’assistance pour l’équipe technique. Un système d’acquisition de données est également proposé.
Les deux sièges-baquets sont reculés pour une meilleure répartition des masses. Pour les mêmes raisons, la powerbox, qui regroupe toutes les commandes électriques, est placée sur une console placée à droite du copilote.

### Twingo RS R2 Evo
En 2012, Renault Sport présente Twingo RS R2 Evo. Cette évolution du précédent modèle est le fruit d’un travail sur la fiabilité générale ainsi qu’un développement technique.
Point central de cette évolution: en association avec Sodemo, Renault Sport parvient à tirer 190 ch du K4M RS atmosphérique de 1 598 cm3. Le couple est également en progrès, passant la barre des 180 N m.
Les liaisons au sol ont également été optimisées. Le système de freinage, entièrement repensé, a été redimensionné pour être plus efficace et plus constant.
Les trains avant et arrière à rotules sont associés à des amortisseurs Ohlïns à butée hydraulique.

### Twingo RS R1

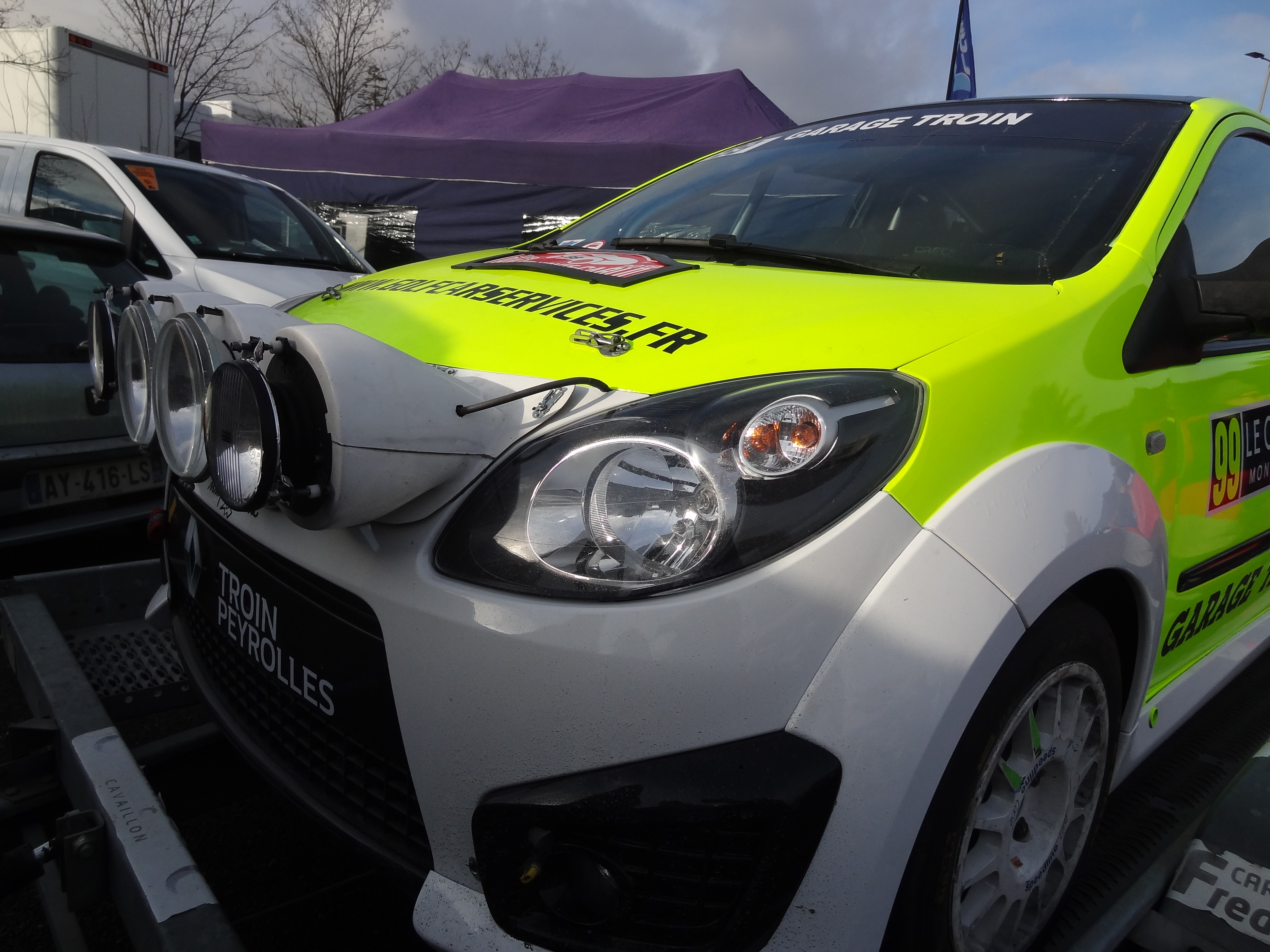
Renault Twingo RS R1 au Rallye Monte-Carlo 2019

Homologuée en début de saison 2011, Twingo RS R1 est une voiture de rallye conçue par Renault Sport selon la réglementation R1 de la Fédération Internationale de l’Automobile.

#### Technique
Techniquement, Twingo RS R1 s’inspire très largement de Twingo RS de série. Le moteur et la boîte de vitesses sont strictement d’origine. Un couple court permet d’améliorer l’efficacité dans les spéciales de rallye. Les indispensables équipements de sécurité composent le kit conçu pour être monté par un pilote amateur.
L’arceau-cage soudé est manchonné en deux parties et boulonné dans la caisse afin de simplifier le montage. À partir de la Twingo RS de série, la préparation débute par les soudures de plaques de fixation sur la coque pour installer l’arceau. La boîte de vitesses est ouverte pour installer le couple court. Un nouveau circuit de freinage est mis en place avec un répartiteur avant/arrière et la déconnexion du système ABS. Autre étape importante du montage, l’aménagement de l’habitacle indispensable à la pratique du rallye.
Hérité de la Twingo RS, le moteur est le K4M RS 1 598 cm3 16v atmosphérique de 133 ch (98 kW) à 6 750 tr/min et 160 N m à 4 400 tr/min.
Des réglages d’amortisseurs spécifiques, des ressorts plus raides et un système de freinage spécial sont conçus pour la compétition, comme les jantes de 15 pouces et les pneumatiques de 190 millimètres de large.

### Trophées
La Twingo RS R1 sert de base à plusieurs trophées organisés par Renault Sport et ses partenaires. En France, un Championnat de France des Rallyes Junior réservé aux pilotes de moins de 25 ans a été lancé parallèlement au Trophée Twingo R1 France à partir de 2011. En 2012, le Twingo RS R1 Trophy UK, sans limite d’âge, opère selon la même forme en Grande-Bretagne. La Suisse organise une Formule de Promotion.

## Twingo Concept
La nouvelle Twingo a été annoncée au Mondial de l'automobile de Paris 2006 sous l'aspect d'un show car : la Twingo Concept, présentant le nouveau moteur essence turbo 1.2 TCe de 100 ch.

Renault Twingo Concept
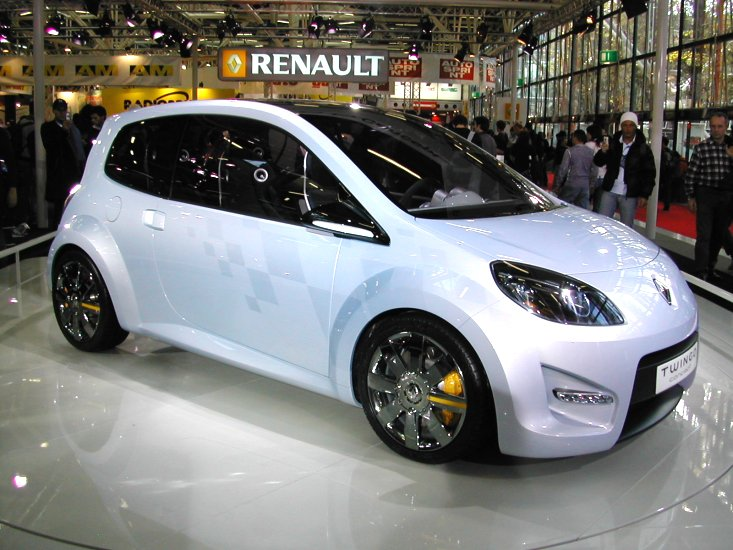
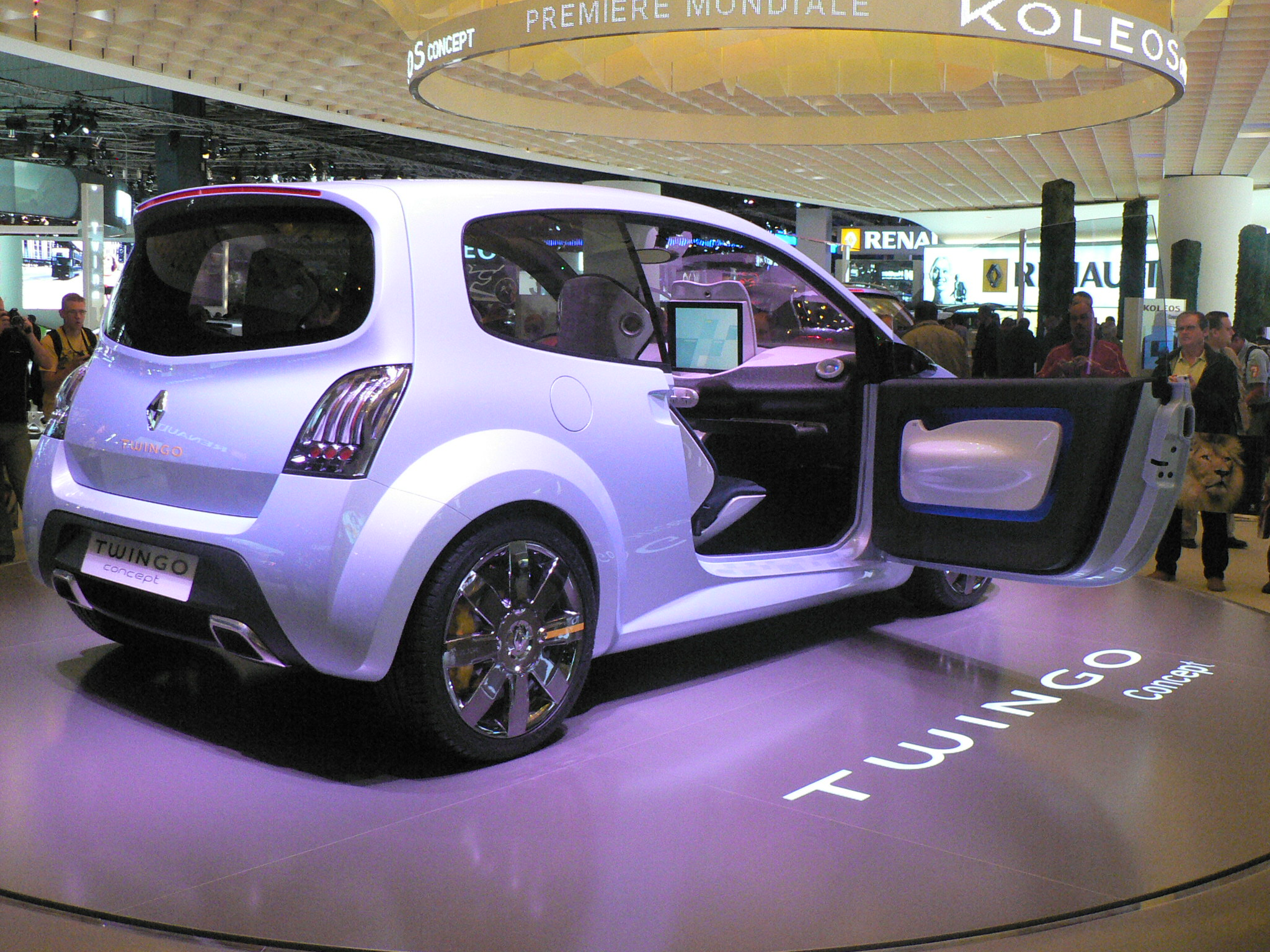
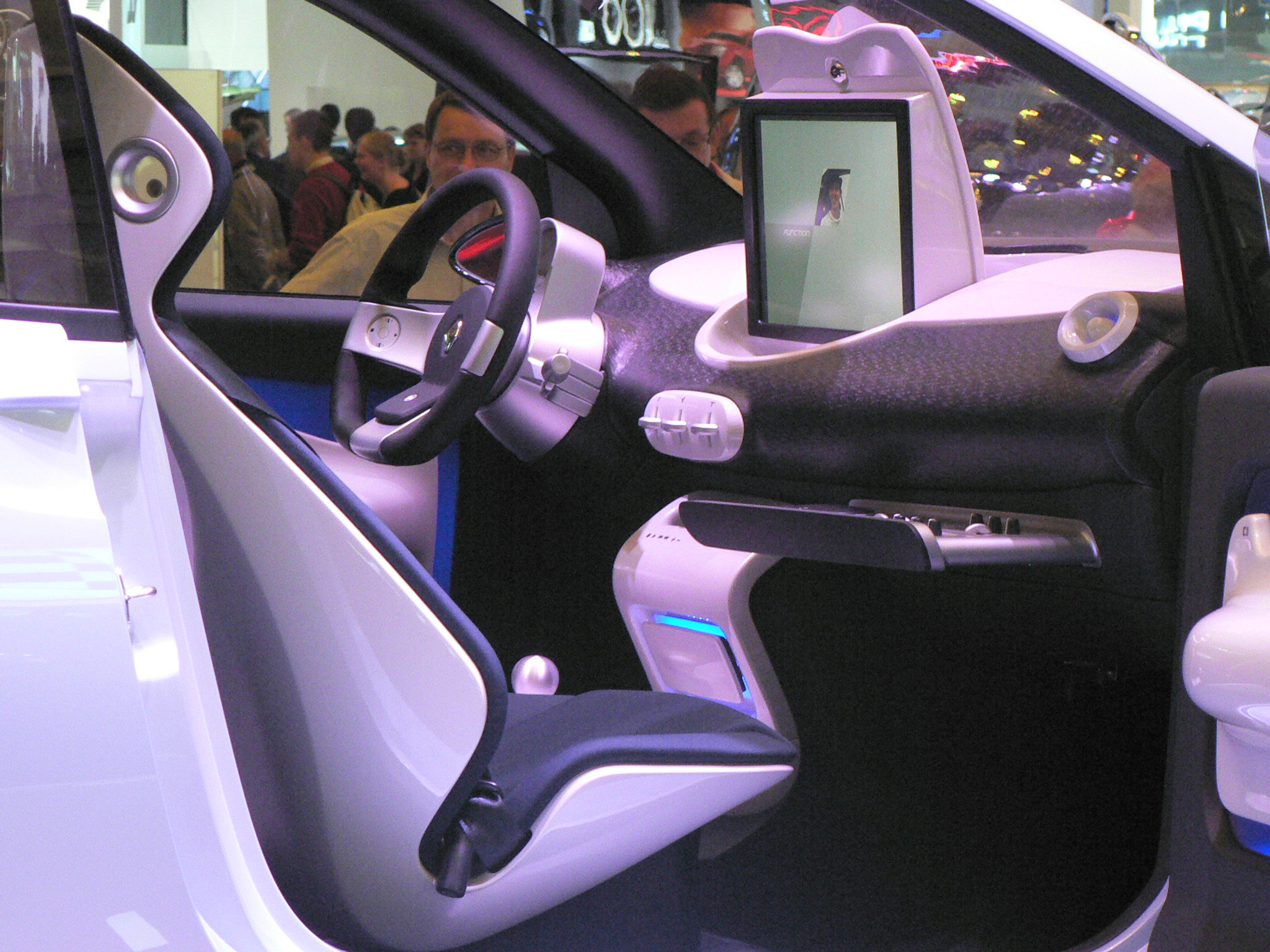

### Autres références
1. ↑  Fiche occasion Twingo ii 1.5 dCi 65 dynamique Common rail (Diesel)
2. 1 2  « Renault Twingo 2. Voilà à quoi elle aurait pu ressembler », sur www.largus.fr (consulté le 27 août 2022)
3. ↑  « La Twingo va nous quitter », sur LEFIGARO, 2 février 2021 (consulté le 10 janvier 2022)
4. ↑  Caractéristiques Techniques Twingo II phase 2 - Planète Renault
5. ↑  NGK, « Les différents types de bougies d'allumage. », sur ngkntk.com
6. ↑  « Renault Twingo Nokia, 100% connectée ! », sur Autoplus, 2 octobre 2007 (consulté le 9 janvier 2022)
7. 1 2 3 4 5 6 7 8 9 10 11 12 13  « Twingo II Séries Sp. », sur www.lesrenaultdepapier.fr (consulté le 9 janvier 2022)
8. ↑  « Série spéciale Renault Twingo Helios », sur Autoplus, 14 janvier 2008 (consulté le 9 janvier 2022)
9. ↑  « Série limitée: Renault Twingo Night & Day », sur Autoplus, 30 avril 2008 (consulté le 9 janvier 2022)
10. ↑  « Twingo by Rip Curl », sur Autoplus, 23 juin 2009 (consulté le 9 janvier 2022)
11. ↑  « Renault Twingo, Clio et Clio Estate "XV de France" », sur Autoplus, 26 janvier 2009 (consulté le 9 janvier 2022)
12. ↑  « Renault Twingo Art Collection », sur Autoplus, 28 mai 2009 (consulté le 9 janvier 2022)
13. ↑  Caradisiac.com, « Renault Twingo Dolce Vita : pour filles françaises », sur Caradisiac.com (consulté le 9 janvier 2022)
14. ↑  « Renault présente Twingo 'Walkman Limited Edition'! », sur Autoplus, 9 avril 2010 (consulté le 9 janvier 2022)
15. ↑  Caradisiac.com, « Renault Twingo Rive Gauche : capitale », sur Caradisiac.com (consulté le 9 janvier 2022)
16. ↑  « Renault Twingo Miss Sixty - une série spéciale de plus ! », sur Challenges, 23 septembre 2010 (consulté le 9 janvier 2022)
17. ↑  « Renault Twingo, Clio et Modus Yahoo! (Italie) », sur Autoplus, 30 janvier 2011 (consulté le 9 janvier 2022)
18. ↑  « Renault Twingo Mauboussin : Diamonds and Pearls », sur BlogAutomobile, 21 février 2012 (consulté le 9 janvier 2022)
19. ↑  « Twingo, série Summertime », sur Auto Journal, 10 mai 2012 (consulté le 9 janvier 2022)
20. ↑  Caradisiac.com, « Renault Twingo R.S Red Bull Racing RB7 : série limitée pour petits Vettel », sur Caradisiac.com (consulté le 9 janvier 2022)
21. ↑  « Une série limitée Purple pour la Renault Twingo », sur Autoplus, 11 octobre 2013 (consulté le 9 janvier 2022)
22. ↑  (it) « Renault Twingo Night & Day », sur Motori360.it, 7 novembre 2013 (consulté le 9 janvier 2022)
23. ↑  « twingo 2 rs date de sortie – Recherche Qwant », sur Qwant (consulté le 5 mars 2025)